# Heptametr
Heptametr (siedmiostopowiec) – metrum, które dzieli się na siedem stóp.
W literaturze polskiej występują heptametry trocheiczne (czternastozgłoskowe) SsSsSsSs//SsSsSs i jambiczne (piętnastozgłoskowe) sSsSsSsS//sSsSsSs. Heptametrem jambicznym Stanisław Ciesielczuk napisał wiersz List z tomiku Pies kosmosu:
Tu wieczór mi piękniejszy jest od poetyckiej blachy,
A nocą często cały drżę, gdy niebem się zachwycę.
I słucham ćwierkań białych gwiazd z gniazd pod błękitnym dachem
I wznoszę złote ściany chat, chat nowych pod księżycem.
Heptametr jambiczny (fourteener) jest bardzo popularny w literaturze angielskiej.
As I in hoary winter’s night stood shivering in the snow,
Surpris’d I was with sudden heat which made my heart to glow;
And lifting up a fearful eye to view what fire was near,
A pretty Babe all burning bright did in the air appear;
(Robert Southwell, The Burning Babe)
Heptametru jambicznego używali w Anglii między innymi Robert Browning (The pope and the net) i Gilbert Keith Chesterton (The rolling English road).
Piętnastozgłoskowy heptametr jambiczny, znany jako wiersz polityczny w czasach bizantyjskich zastąpił w literaturze greckiej starożytny heksametr daktyliczny. Formę piętnastosylabowego wiersza greckiego zachowywał w swoich tłumaczeniach Janusz Strasburger.